# Arpeghy
 (mars 2018).
Arpeghy est un groupe de power metal argentin. Il est formé en 2001 par Diego Solis, mais ne commence officiellement ses activités qu'en 2007 avec l'arrivée de deux anciens membres de Parte del Asunto, Sergio « Rocky » Maesano, et Jorge Justo.

## Biographie

### Débuts (2001–2007)
Avant la séparation de Valiant 4, Diego Solís décide de lancer un nouveau groupe orienté vers le hard rock et le metal néo-classique. Les premières années du groupe sont très erratiques en raison des changements continus de la formation du groupe. Cependant, cette première phase, couverte entre 2001 et 2007, assiste à la sortie de plusieurs démo, contenant de futurs classiques du groupe, parmi lesquels Guerrero del Sol, Escapar et Más allá del sol.
En 2006, Diego Solís met Arpeghy en suspens, afin de se consacrer au groupe Séptimo Cielo, au sein duquel il rencontre le bassiste Patricio Tranfo, qui participera au chant à une nouvelle démo d'Arpeghy cette même année. C'est par l'intermédiaire de Marcelo Tranfo, frère de Patricio, que les enregistrements arrivent aux mains de Sergio Maesano, ex-batteur de Parte del Asunto, groupe argentin bien connu, qui a joué avec des groupes comme Aerosmith, Bon Jovi et Robert Plant aux stades River Plate et Vélez Sarfield, entre autres,. De cette façon, le groupe reprend de l'élan et une nouvelle formation émerge, avec Patricio Tranfo à la voix, Sergio Maesano à la batterie, Rodrigo Tromba aux claviers, Marcelo Tranfo à la basse, et Diego Solís à la guitare. Cette formation sera la plus éphémère d'Arpeghy, puisque après plusieurs essais, Rodrigo Tromba et Patricio Tranfo quittent le groupe. Jorge Fair, ancien membre de Parte del Asunto, rejoint le groupe aux claviers ; la position de chanteur sera occupée par Mario Gonz. Les deux s'inscrivent parfaitement dans le style musical que Diego Solís et Sergio Maesano essayaient d'atteindre.

### Mi camino(2007–2012)
Avec une formation professionnelle et stable, le groupe entre au studio Matadero Records à la mi-2007, et enregistre ce qui deviendra son premier album officiel, l'EP Sueños oscuros. Arpeghy décide de le publier en téléchargement sur son site officiel, une pratique habituellement répandue chez les nouveaux groupes. Grâce à sa diffusion sur les réseaux sociaux, le groupe jusqu'alors inconnu, arrive à gagner en popularité dans la scène argentine, en se distingue chez les adeptes de Rata Blanca et Deep Purple.
En décembre 2009, sous la direction artistique d'Oscar « Chino » Asencio (Axel, Marcela Morelo, Emmanuel Ortega), Arpeghy entre au studio El Pie. Sous la direction de Mario Altamirano (Rata Blanca, Nightwish, A.N.I.M.A.L.) et le mastering effectué par de Gabriel Wallach aux studios Lurssen (Aerosmith, Guns 'n Roses, Blink 182) de Los Angeles, en Californie, Arpeghy édite son premier album studio, Mi camino en 2010.
Mi camino est publié au label BMV. À la surprise du groupe, l'accueil du public est plus négatif que prévu. En revanche, les médias spécialisés commencent à remarquer la présence d'Arpeghy dans les grands événements, aux côtés d'artistes nationaux et internationaux. Au cours de cette étape, le groupe joue avec Sonata Arctica, Europe, Adrian Barilari, Logos, IAN (entre autres), et à des événements tels que le Cosquín Rock 2012, et Metal Para Todos V. En même temps, Guerrero del sol et Mi camino commencent à être diffusé sur les chaines de radios comme Rock and Pop et Vorterix.

### Claroscuro(depuis 2012)
Après le départ de Mario Gonz et l'arrivée d'Alejandro Fernández, Arpeghy décide de réenregistrer les morceaux vocaux de ses deux chansons les plus emblématiques : Guerrero del sol et No se vivir, pour donner une continuité promotionnelle des morceaux, cette fois réenregistrés, tout en annonçant un deuxième album.
Le groupe participe de nouveau au Cosquín Rock (2013),, et aux sixième et septième éditions du Metal Para Todos,, partagent la scène avec Europe, Symphony X, Yngwie Malmsteen et Ritchie Kotzen, entre autres. Ils sont invités à divers programmes de télévision musicale sur des chaines comme Canal CM et C5N (Channel 5 Noticias).
À la mi-2014, à l'occasion de la Coupe du Monde de FIFA au Brésil, Arpeghy publie un clip vidéo qui rend hommage à l'équipe nationale de football argentine, du single Razón para pelear, en version démo. Les performances live du groupe lui permettent de s'ancrer définitivement dans la scène locale, couronnée notamment par une prestaiton avec Deep Purple à l'Estadio Luna Park.
Au début de 2015, et après 18 mois de travail en studio, Claroscuro est officiellement lancé, recevant d'excellentes critiques de la part de médias spécialisés,. En mars 2015, ils jouent avec Rata Blanca à Caseros devant 30 000 spectateurs.

## Style musical et influences
Arpeghy est un groupe de hard rock, et de metal néo-classique et de power metal. Le groupe commence son parcours influencé par Rata Blanca, Deep Purple et Yngwie Malmsteen, audible sur l'EP Sueños oscuros. Ils s'inspirent aussi plus tard de groupes comme Whitesnake, Dio, Stratovarius, Aerosmith et Bon Jovi. À partir de Claroscuro, ils incorporent des éléments progressifs, issus de genres comme le hard rock, le metal néo-classique et le power metal.

## Membres

### Membres actuels[Quand?]
- Alejandro Fernandez - voix
- Diego Hernan Solis - guitare
- Jorge Justo - claviers
- Gonzalo Alvarez - basse
- Sergio « Rocky » Maesano - batterie

### Anciens membres
- Mario Gonz - chant
- Marcelo Tranfo - basse

## Discographie

### Albums studio
- 2007 : Sueños Oscuros (EP)
- 2010 : Mi Camino
- 2015 : Claroscuro

### Singles
- 2013 : No se vivir
- 2014 : Razón para pelear
- 2015 : Sabrás
- 2015 Dame una señal